# Fulad Ahvaz
Fulad (perz. فولاد, dosl. čelik) je iranski nogometni klub iz Ahvaza u pokrajini Huzestan. 
Osnovan je 1986. godine, a glavno igralište mu je Stadion Gadir koji prima 51.000 gledatelja.
U Fuladu su kao treneri radili Hrvati Vinko Begović, Luka Bonačić, Mladen Frančić i Nenad Nikolić.
S Frančićem je u sezoni 2004./05. osvojio naslov državnog prvaka.

## Vanjske poveznice
- (perz.) Službene klupske stranice  Arhivirana inačica izvorne stranice od 1. srpnja 2020. (Wayback Machine)
- (engl.) Iran Pro League Statistics